# Dominic Olejniczak
Dominic Olejniczak (ur. 18 sierpnia 1908 w Green Bay, zm. 15 kwietnia 1989 tamże), w latach 1945-1955 burmistrz Green Bay, w latach 1958-1981 pełnił także funkcję prezydenta drużyny futbolu amerykańskiego, Green Bay Packers.